# Грб Украјине
Грб Украјине је званични хералдички симбол државе Украјине. Грб користи исте боје које се налазе и на застави ове земље, а чини га плави штит на коме се налази жути (златни) трозубац, симбол старих словенских племена која су некада живела на подручју Украјине. Овај симбол су касније усвојили владари Кијевске Русије.
Историја трозупца као симбола на овом подручју је стара више од хиљаду година. Најстарији археолошки извори везани су за печате династије Рјуриковича. Иако нема званичне интерпретације значења трозупца, историчари се углавном слажу да је то највероватније стилизовани приказ сокола или неког другог тотема породице првих владара Рјуриковича. Трозубац је касније употпуњаван сликама светаца и хералдичким елементима Галиције или козака. Први пут се као украјински национални симбол јавио 1917. године, а 1918. постао је део заставе Народне Републике Украјине.
У вероватно најпопуларнијој варијанти грба, која међутим није званично усвојена, штит са трозупцем држе крунисани лав Галиције и козак са мускетом. Грб је крунисан круном Владимира Великог, што симболизује украјински суверенитет и украшен црвеним воћем и житом на дну. Потребна већина за усвајање овог грба у украјинском парламенту (две трећине) још увек није постигнута, углавном услед отпора левичарских партија.